# Kolyma-Tiefland
Das Kolyma-Tiefland (russisch Колымская низменность) ist der Ostteil des Ostsibirischen Tieflands im Nordosten der Republik Sacha (Jakutien) bzw. Russlands (Asien); der Westteil ist das Jana-Indigirka-Tiefland.

## Geographische Lage
Das entlegene Kolyma-Tiefland liegt größtenteils nördlich des nördlichen Polarkreises. Es befindet sich südlich der Ostsibirischen See (Teil des Nordpolarmeers) zwischen dem Anjuigebirge im Osten, dem Jukagirenplateau im Südosten und Süden, dem Alaseja-Plateau im Südwesten und Westen mit dem jenseits davon gelegenen Momagebirge, dessen Südostteil auch an das Tiefland stößt. Nördlich des Alaseja-Plateaus grenzt das Tiefland an den Ulachan-Sis-Rücken mit dem östlich daran anschließenden Suor-Ujata-Rücken, die als langgestreckter Sporn von der Indigirka kommend in West-Ost-Richtung in das Tiefland stoßen, das Kondakow-Plateau und das Indigirka-Delta, das der Nordwestabschluss des Tieflands ist und zum westlichen Jana-Indigirka-Tiefland überleitet. Zwischen Jukagirenplateau und Momagebirge reicht der Südausläufer des Tieflands entlang der von Süden heran fließenden Kolyma in Richtung Süden über den nördlichen Polarkreis hinaus.
Neben dem Stromsystem der im Osten fließenden Kolyma enthält das Tiefland zum Beispiel auch die Stromsysteme der im Westen verlaufenden Alaseja und der im Norden befindlichen Sundrun. Zudem fließen unter anderem auch die Große Tschukotschja, die Jassatschnaja sowie der Große und Kleine Anjui, die vereint in ihrem kurzen Mündungsfluss Anjui der Kolyma zustreben, durch das Tiefland.

## Geologie, Landschaftsbild und Klima
Die Durchschnittshöhe des Kolyma-Tieflands ist 100 m, und mancherorts gibt es Erhebungen von 200 bis 300 m Höhe. Der Thermokarst-Boden, ein typischer Landformungsprozess in subarktischen Gegenden mit auftauendem Permafrostboden, besteht aus Ablagerungen von Seen und Flüssen, wie Lehm und sandigem Lehm, die etwa 120 m Mächtigkeit aufweisen. Neben den zahlreichen Seen, die größten sind Ilirgytkin und Mogotoewo, gibt es viele Sümpfe. Die Gewässer sind in der Regel von Ende September bzw. Anfang Oktober bis Ende Mai bzw. Anfang Juni von Eis bedeckt. Wenn im Sommer Eis und Schnee schmelzen und die gefrorenen Böden antauen, kommt es im Tiefland zu starkem Hochwasser.

## Flora und Fauna
Im Süden des Kolyma-Tieflands gibt es in Sumpfgebieten spärliche Wälder, zumeist aus Lärchen bestehend. Jenseits von 69 ° nördlicher Breite ist die Wald- und Strauchtundra vertreten. Durch das Tiefland wandern Rentiere.

## Ortschaften
Das Kolyma-Tiefland ist sehr dünn besiedelt, wobei die wenigen Ortschaften zumeist an Flüssen oder am Meer liegen; die wichtigsten sind das an der Kolyma gelegene Syrjanka und Srednekolymsk und an der Alaseja befinden sich Argachtach und Andrjuschkino.